# Häxprocessen i Ramsele
Ramsele häxprocess, ägde rum år 1634 i Ramsele i Ångermanland. Den ledde till avrättningar av fem personer. 
Ramsele häxprocess tilldrog sig under en period av svält och missväxt i denna del av Sverige. Fyra kvinnor och en man anklagades för att ha stulit mjölk från sina grannar. Mannen ska ha slagit en kniv i väggen och mjölkat den "under hemska böner", medan kvinnorna ska ha stulit mjölk från sina grannars boskap med hjälp av så kallade bjäror. Kvinnorna angavs av den först arresterade Barbro Påvelsdotter från Sandviken. De anklagade kvinnorna erkände sig skyldiga till att ha varit i Blåkulla med Påvelsdotter. 
Målet hänsköts till hovrätten.
Det tycks inte finnas så mycket information om rättegången. De anklagade tycks dock ha dömts som skyldiga. På Landstinget i Boteå 10 sept. 1635 beklagade sig prästen, Elias Thelaus, om den ekonomiska förlust häxorna förorsakat honom med sina trollerier »att thet klyppes all boschapen så well som hundar och hönss». 
År 1636 finns det dokumentation om att bödeln Håkan i Säbrå fick sin belöning för att ha "bränt en trollkarl och fyra häxor". Det är troligt att de dödsdömda avrättades genom halshuggning innan de brändes.